# Metrosideros albiflora
Metrosideros albiflora är en myrtenväxtart som beskrevs av Daniel Carl Solander och Joseph Gaertner. Metrosideros albiflora ingår i släktet Metrosideros och familjen myrtenväxter. Inga underarter finns listade i Catalogue of Life.